# Jean Marie Dongou
Jean Marie Dongou Tsafack (ur. 20 kwietnia 1995 w Duali) – kameruński piłkarz, występujący na pozycji napastnika. Obecnie występuje w Honka.
Idolem zawodnika jest jego rodak Samuel Eto’o.

## Kariera klubowa
Dongou stawiał swoje pierwsze kroki w akademii piłkarskiej założonej przez Samuela Eto’o. Kataloński klub, który ją współfinansował, postanowił sprowadzić młodego Kameruńczyka do swojej szkółki – La Masíí. W juniorskich drużynach Barcy strzelał gola za golem. Dongou w trakcie jednego sezonu zagrał w trzech różnych kategoriach wiekowych. Większość ekspertów uważa, że jest to nowy Thierry Henry lub Wayne Rooney. W sezonie 2011/2012 Dongou został najlepszym strzelcem NextGen Series, czyli "małej Ligi Mistrzów".
27 lipca 2013 roku zadebiutował w pierwszej drużynie FC Barcelony. Blaugrana zmierzyła się w meczu towarzyskim z Vålerenga Fotball. Zespół wygrał 7:0, a sam zawodnik zdobył dwie bramki. Dongou kolejny występ w pierwszej drużynie zaliczył 2 sierpnia 2013 roku w wygranym 8:0 sparingu przeciwko Santosowi. Kameruńczyk pojawił się na boisku w 63. minucie meczu, zmieniając Leo Messiego, zaś dwadzieścia minut później wpisał się na listę strzelców.
Pierwszy oficjalny mecz o punkty w barwach pierwszej drużyny Blaugrany rozegrał 6 grudnia 2013 roku podczas spotkania Copa Del Rey przeciwko Cartagenaie. Spotkanie zakończyło się zwycięstwem "Dumy Katalonii" 4:1, zaś sam Dongou pokonał bramkarza w 90 minucie meczu. Swój pierwszy mecz w hiszpańskiej Primera División zaliczył 19 stycznia 2014 roku w zremisowanym 1:1 spotkaniu z Levante UD. Dongou wszedł na boisko z ławki rezerwowych w 84. minucie zastępując Xaviego.

## Kariera reprezentacyjna
Dongou zaliczył kilka występów w barwach reprezentacji Kamerunu U-20. W 2013 roku został powołany do pierwszej drużyny reprezentacji na mecz towarzyski przeciwko reprezentacji Gabonu.